# Regatul de Gheață 2
Regatul de Gheață 2 (cunoscut ca Regatul de gheață II) este un film american de animație de musical și fantezie produs de Walt Disney Animation Studios, fiind al 59-lea film animat de Disney și totodată continuarea animației Regatul de gheață, lansată în anul 2013. Filmul îi reunește pe actorii Idina Menzel, Kristen Bell, Jonathan Groff și Josh Gad, alături de Evan Rachel Wood și Sterling K. Brown care interpretează noi personaje.

## Distribuție
- Kristen Bell - Anna[1]
- Idina Menzel - Elsa
- Jonathan Groff - Kristoff
- Josh Gad - Olaf
- Santino Fontana - Hans
- Evan Rachel Wood - Regina Iduna
- Sterling K. Brown - Locotenent Mattias

### Dublaj în limba română
Au interpretat:
- Mihai Bobonete - Olaf [3]
- Tania Popa - Yelana [4]
- Anca Iliese - Anna (dialog)
- Adina Lucaciu - Elsa (dialog)
- Dalma Kovacs - Elsa (cântece)
- Cătălina Chirțan - Anna (cântece)
- Viorel Ionescu - Olaf (cântece)
- Vlad Trifaș - Mattias
- Daniel Radu - Kristoff (cântece)
- Grațiela Ene - Mulțimi
- Nicolae Cojenel - Kristoff (dialog)
- Anedis-Elidesy Mihalache-Dragnea - Iduna copil
- Georgiana Dumitru - Honeymaren
- Ioana Mihăilescu Baltag - Anna copil
- Ana Cebotari - Iduna
- Tania Popa - Yelana
- Eva Anghel - Elsa copil
- Octavian Bobonete - copii
- Aurora Aksnes -Vocea Nordului

Regia dialogului a fost asigurată de Florian Ghimpu, iar cea muzicală de Răzvan Georgescu, studioul Ager Film.

## Lansare

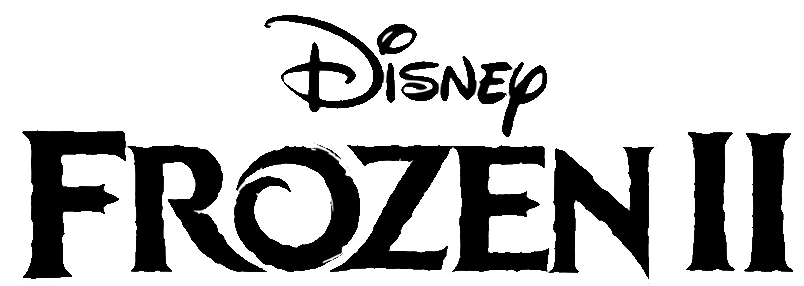
Logo-ul filmului american Regatul de gheață 2

Regatul de Gheață II a fost lansat pe 22 noiembrie 2019 în formatele 2D, 3D și IMAX de Walt Disney Studios Motion Pictures. Inițial, a fost programat pentru lansare pe 27 noiembrie 2017.

### Promovare și marketing
Disney a lansat primul trailer al filmului pe 13 februarie 2019. Trailerul a fost vizionat de 116,4 milioane de persoane, devenind astfel unul dintre cele mai vizualizate trailere în primele 24 de ore de lansare, depășind recordul anterior înregistrat de Incredibilii 2, vizualizat de 113,6 milioane de persoane.

### Primire și critici
Regatul de Gheață II s-a bucurat de reacții și recenzii pozitive din partea criticilor și cinefililor, care apreciază sentimentalismul, mesajul, efectele speciale avansate precum și grafica CGI extrem de detaliată a noii părți. Nicholas Barber, de la BBC, notează: „Din punct de vedere narativ, Frozen II este un amalgam, o avalanșă de idei formate pe jumătate care ar fi fost mai potrivite unui spin-off sau unui joc video. Și totuși, dincolo de stratul gros de concepte și sub-ploturi încâlcite, există o dezvăluire pe care spectatorii isteți o anticipează din primele minute. Vă aduceți aminte cum am crezut cu toții, greșit, că Prințul Hans ar fi eroul din Frozen? Twisturile din Frozen II sunt stângace, prin comparație”.

### Box office-ul și succesul comercial
În doar 119 zile de difuzare în cinematografele din toată lumea (22 Noiembrie 2019-19 Martie 2020) filmul a cumulat un box-office global de 1,450,026,933 $ (neoficial peste 1,5 miliarde $)  și alte 77,669,357 $ din vânzările Blu-ray și HD DVD (doar în SUA) , rularea sa fiind definitiv anulată pe fondul izbucnirii pandemiei de COVID-19. Chiar și așa, a reușit în acest interval să dobore recordul anterior deținut tot de Regatul de gheață, devenind astfel cel mai mare film animat din istorie și a 10-a peliculă a tuturor timpurilor în topul filmelor cu cele mai mari încasări, totodată fiind filmul cel mai descărcat și urmărit de pe platforma de streaming online Disney+ în anul 2020.